# N113 (Frankrijk)
De N113 of Route nationale 113 is een nationale weg in het zuiden van Frankrijk, die van Bordeaux naar Marseille liep. Dit traject dateert uit 1952, voor die tijd verbond de N113 slechts Toulouse met Narbonne. De overige trajectdelen hadden toen diverse andere nummers:
- N10: Bordeaux - Langon
- N127: Langon - Moissac
- N123: Moissac - Grisolles
- N20: Grisolles - Toulouse
- N113: Toulouse - Narbonne
- N9: Narbonne - Pézenas
- N87: Pézenas - Nîmes
- N568: Nîmes - Raphèle-lès-Arles (commune d'Arles)
- N572: Raphèle-lès-Arles (commune d'Arles) - Salon-de-Provence
- N538: Salon-de-Provence - Marseille

## Declassificatie
Het belang van de N113 is sterk afgenomen door de aanleg van parallel lopende autosnelwegen. In 2005 werd de N113 gedeclassificeerd. Het beheer werd gedeeltelijk overgedragen aan de departementen, waarbij de nummering is gewijzigd:
- Aude: D116
- Hérault: D613 van Pézenas naar Montpellier en tussen Béziers en de grens met Aude
- Gard : D6113 van Nîmes naar Fourques (en richting Arles tot de grens met Bouches-du-Rhône)
- Bouches-du-Rhône: D113 van Saint-Martin-de-Crau naar Marseille
- Lot-et-Garonne: D813
- Gironde: D1113

Alleen de gedeeltes tussen Nîmes en de A9 bij Vendargues, en de expresweg bij Arles behouden de status van nationale weg.
Hier volgt het traject van de N113, voor de declassificatie:
- Bordeaux (km 0)
- Langon (km 39)
- Saint-Macaire (km 42)
- La Réole (km 60)
- Marmande (km 80)
- Tonneins (km 98)
- Clermont-Dessous (km 120)
- Agen (km 138)
- Valence-d'Agen (km 165)
- Moissac (km 183)
- Castelsarrasin (km 191)
- Grisolles (km 221)
- Toulouse (km 249)

- Castanet-Tolosan (km 262)
- Villefranche-de-Lauragais (km 285)
- Seuil de Naurouze
- Castelnaudary (km 306)
- Alzonne (km 327)
- Carcassonne (km 344)
- Capendu (km 362)
- Lézignan-Corbières (km 379)
- Narbonne (km 401)

- Coursan (km 408)
- Nissan-lez-Enserune (km 418)
- Béziers (km 428)
- Valros (km 444)
- Pézenas (km 451)
- Montagnac (km 457)
- Mèze (km 469)
- Bouzigues (km 474)
- Gigean (km 482)
- Fabrègues (km 489)
- Saint-Jean-de-Védas (km 495)
- Montpellier (km 501)

- Castelnau-le-Lez (km 503)
- Le Crès (km 508)
- Vendargues (km 510)
- Baillargues (km 514)
- Saint-Brès (km 516)
- Valergues (km 519)
- Lunel-Vieil (km 521)
- Lunel (km 526)
- Codognan (km 535)
- Vestric-et-Candiac (km 539)
- Uchaud (km 541)
- Bernis (km 543)
- Milhaud (km 546)
- Nîmes (km 552)

- Bouillargues (km 559)
- Bellegarde (km 568)
- Fourques (km 580)
- Arles (km 583)
- Saint-Martin-de-Crau (km 600)
- Salon-de-Provence (km 623)
- La Fare-les-Oliviers (km 638)
- Vitrolles (km 649)
- Les Pennes-Mirabeau (km 647)
- Marseille (km 660)